# رملة بنت شيبة
رملة بنت شيبة صحابية أَسْلَمَتْ وَبَايَعَتْ

## سيرتها
ابنة شيبة بن ربيعة الذي قُتل كافرًا في غزوة بدر، وأمها: أم شراك بنت وقدان بن عبد شمس بن عبد ود بن نصر من بني عامر بن لؤي. وهي ابنة عم هند بنت عتبة وأبو حذيفة بن عتبة، وعمها عتبة بن ربيعة. وذكر الزبير، عن محمد بن حسن، عن أبي ضمرة أنس بن عياض عن أبي بكر بن عثمان قال: تزوج رسول الله ﷺ أم حبيبة بنت أبي سفيان بن حرب واسمها رملة واسم أبيها صخر زوجها إياه عثمان ابن عفان وهي بنت عمته أمها ابنة أبي العاص زوجها إياه النجاشي وجهزها إليه وأصدقها أربعمائة دينار وأولم عليها عثمان بن عفان لحمًا وثريدًا وبعث إليها رسول الله ﷺ شرحبيل بن حسنة فجاء بها. كان أبو الزِّناد واسمه عبد الله بن ذَكْوَان مولى رَمْلَة بنت شيبة بن ربيعة.

## إسلامها
أسلمت وهاجرت إلى المدينة مع زوجها عثمان بن عفان، كما أخبر بذلك ابن حجر وابن عبد البر. ولما أسلمت عيرتها ابنة عمها هند بنت عتبة بن ربيعة بدخولها الإسلام، لأن المسلمين قتلوا أباها شيبة بن ربيعة في غزوة بدر، فقالت:

## أبناؤها
أنجبت رملة بنت شيبة لعثمان بن عفان ثلاث بنات وهن: عائشة وأم أبان وأم عمرو بنت عثمان.